# 滋賀県立米原高等学校
滋賀県立米原高等学校（しがけんりつまいばらこうとうがっこう）は、滋賀県米原市に所在する公立の高等学校。略称、米高。

## 概要
米原の読みは元々「まいはら」。米原高校の所在地・西円寺地区は、旧・米原町のメインストリート（米原駅東口）から北へ抜けた旧・近江町に在るので、校名は「まいばら」。2005年10月に近江町が米原市と合併したことにより、ようやく「米原（まいばら）にある米原（まいばら）高校」へと変わった。
部活動は県下トップクラスの加入率を誇り、非常に盛んである。また、校舎は豊かな自然に囲まれた環境にある。
1963年に設立された約半世紀の歴史を持つ高等学校。当初は、全日制の普通科のみ設置された高等学校だったが、1970年に、県下で初めて理数科が設置され、2001年には、普通科に英語コースが設けられた。

## 歴史
- 1963年4月：全日制課程普通科設置
- 1970年4月：全日制課程理数科設置
- 1994年3月：セミナーハウス「あさかぜ会館」完成
- 2001年4月：普通科・英語コース設置
- 2002年4月：スーパー・イングリッシュ・ランゲージ・ハイスクールに指定

## 設置学科
- 普通科〔1学年 5クラス〕
  - 普通科・普通コース 〔1学年 4クラス〕
  - 普通科・英語コース 〔1学年 1クラス〕
- 理数科〔1学年 1クラス〕

## 校訓
清純敦厚・・・清純は、「清らかで素直なこと」。敦厚は、「真心があって人情深いこと」。このような優れた人格を育成する事こそが教育の基本であることを示している。

## 校風
- 文武両道の精神のもと、部活動は大変盛んであり、近畿大会、全国大会に毎年出場者多数。
- 湖北と湖東の中間に位置し長浜市から近江八幡市までと広範囲から生徒が集まる。

## 教育内容
- 普通科は、大学進学を念頭に置いた普通教育を行う。2年次から理系・文系に分かれる。
- 英語コースは、英語に重点を置いたカリキュラムが組まれ、コミュニケーション能力育成のためにALTによる授業やディベートなどが積極的に行われる。春・夏・冬期に語学合宿も行われる。ミシガン州立大学連合日本センター、滋賀県立大学国際教育センターと提携。
- 理数科は、自然科学・科学技術・医療系への大学進学を念頭に置いた数学・理科に特化した教育カリキュラムが組まれている。理科は、生物・地学・物理・化学、数学は、数I・II・III・A・Bを網羅。長浜バイオ大学での実習など校外実習が多い。4割が国立大に進学。

## 理数科課題研究
理数科では二年次に各自が興味を持つ課題に対してグループを作り研究する。 
2月半ばに発表が行われクラスでの掲示や他クラスや全教員、滋賀県立大学の教授である倉茂好匡の前で発表が行われる。
11月に行われる中間発表で倉茂好匡の厳しい助言を受け、本発表で改善したものを発表するまでが通例となっている。

## 学園祭
- 文化祭は、7月に2日連続で行われ、教室での展示・体育館での演劇などがクラスごとに発表される。また、文化系の部活の展示もある。現在では場所を近くの米原文化産業交流会館に移し、開催されている。1年生は合唱、2年生・3年生は演劇を発表するのが通例となっている。
- 体育祭は、文化祭前日に長浜ドームで行われ、クラスごとの対抗心のぶつかり合いが魅力となっている。クラスや学科の団結力と友情が培われる。各学科ごとに代々受け継がれてきた団旗があり、普通科が『F旗』・理数科が『Σ旗』という。

## 進路
- 滋賀大学を始めとする全国の国公立大学に、3分の1の生徒が進学。
- 立命館大学・同志社大学など難関私立大学に多数進学。
- 現役大学進学率は80%以上。

## 出身有名人
- ヒロ・ヤマガタ - 画家
- 平尾道雄 - 現米原市長
- 草野真樹 - 京都大学教授

なお、卒業生のヒロ・ヤマガタから寄贈された絵画が、玄関ロビー前の階段に展示されている。